# Exoriare aliquis nostris ex ossibus ultor
Ez a latin mondat: Exoriare aliquis nostris ex ossibus ultor, fordítása : „Támadjon csontjainkból bosszúálló”; egy szólássá vált idézet Vergilius Aeneis című művéből. A negyedik ének 625. sorában található.
A mitológiai történet szerint az átkot Dido szórja, mert Éneász elhagyja. Legendák szerint a Rómát mélységesen gyűlölő Hannibál tizenkét éves korában őseik oltáránál apjának tett esküjében fogadta ugyanezt, nem nyugszik addig, amíg Rómán nem áll bosszút.

## Előfordulás
- Frigyes Vilmos brandenburgi választófejedelem a Saint-germaini béke (1679) aláírásakor
- Sigmund Freud : A mindennapi élet pszichopatológiája (2. fejezet)
- Moldova György : Negyven prédikátor (1. fejezet)

## Fordítás
Ez a szócikk részben vagy egészben  az   Exoriare aliquis nostris ex ossibus ultor című olasz Wikipédia-szócikk fordításán alapul.  Az eredeti cikk szerkesztőit annak laptörténete sorolja fel. Ez a jelzés csupán a megfogalmazás eredetét és a szerzői jogokat jelzi, nem szolgál a cikkben szereplő információk forrásmegjelöléseként.